# Sakhaite
La sakhaite è un minerale.